# Цгачас-Нек
Цгачас-Нек (сесото Qacha's Nek) — адміністративний центр району Цгачас-Нек в Лесото. Населення — близько 8 тис. мешканців. Місто розташоване всього за 2 км від кордону з ПАР, на висоті 1980 м над рівнем моря.

## Клімат
На рік у місті випадає 900 мм опадів, що є найбільше в країні. Влітку середня температура коливається в межах 17 °C.